# Wilhelm Keller (Architekt, 1823)
Wilhelm Keller-Jenny (* 28. Mai 1823 in Rüdikon; † 24. November 1888 in Luzern) war ein Schweizer Architekt und bedeutender katholischer Kirchenbauer in der Nordwest- und Zentralschweiz.

## Biografie
Neben einer Maurerlehre im väterlichen Geschäft erhielt Keller Zeichenunterricht bei dem Benediktinerpater Leodegar Kretz in Muri und bei Placidus von Segesser in Luzern. Ab 1854 in Hitzkirch ansässig, verlegte er seinen Sitz 1865 nach Luzern. Keller war ein ausserordentlich produktiver und erfolgreicher Architekt, besonders im Kanton Aargau und im Kanton Luzern trat er als Baumeister von über 40 Kirchen- und Kapellenbauten sowie über 90 Erweiterungen kirchlicher Gebäude in Erscheinung. Daneben errichtete er aber auch insgesamt 34 Schulhäuser, 19 Hotels oder Gasthäuser, 6 Brückengebäude und mehrere hundert Privathäuser auf dem Land und in Luzern. So wurde das Hirschmattquartier in Luzern wesentlich von ihm und der von seinen Söhnen weitergeführten Bauunternehmung Kellerhof AG geprägt, wo auch 1866 der repräsentative Geschäftssitz entstand, der Kellerhof, ein Wohn- und Geschäftshaus, das mit Erweiterungen bis 1884 fast den gesamten Baublock an Pilatus- und Hirschmattstrasse einnahm. In Luzern bekleidete Keller das Amt des Grossstadtrats.

### Keller als Kirchenbaumeister
Bei den ersten Aufträgen war er ausführender Baumeister-Architekt, bereits 1846 erhielt er 23-jährig den Auftrag, die Pfarrkirche von Ballwil nach Plänen des ebenfalls jungen Straubinger Architekten Johann Seidl (oder Johannes Seidel) im Stile des Historismus zu errichten, wo Xaver Herzog seit 1841 Landpfarrer war. Ausgehend vom Luzerner Kirchenbau, wie er spätbarock von Jakob Singer und Niklaus Purtschert überliefert worden war, entwickelte er ihn ab den 1840er Jahren im Sinne des Historismus zur Neugotik weiter, zu dessen erstem Vertreter in der Zentralschweiz er gehörte. Während der 1960er Jahre wurde seine Neugotik in den Kirchen von Grosswangen, Villmergen und Uznach auch stilbildend. Ab den 1870er Jahren übernahm Keller zunehmend neuromanische Formen, in den Kirchen von Uffikon und Wolhusen.

## Werke (Auswahl)

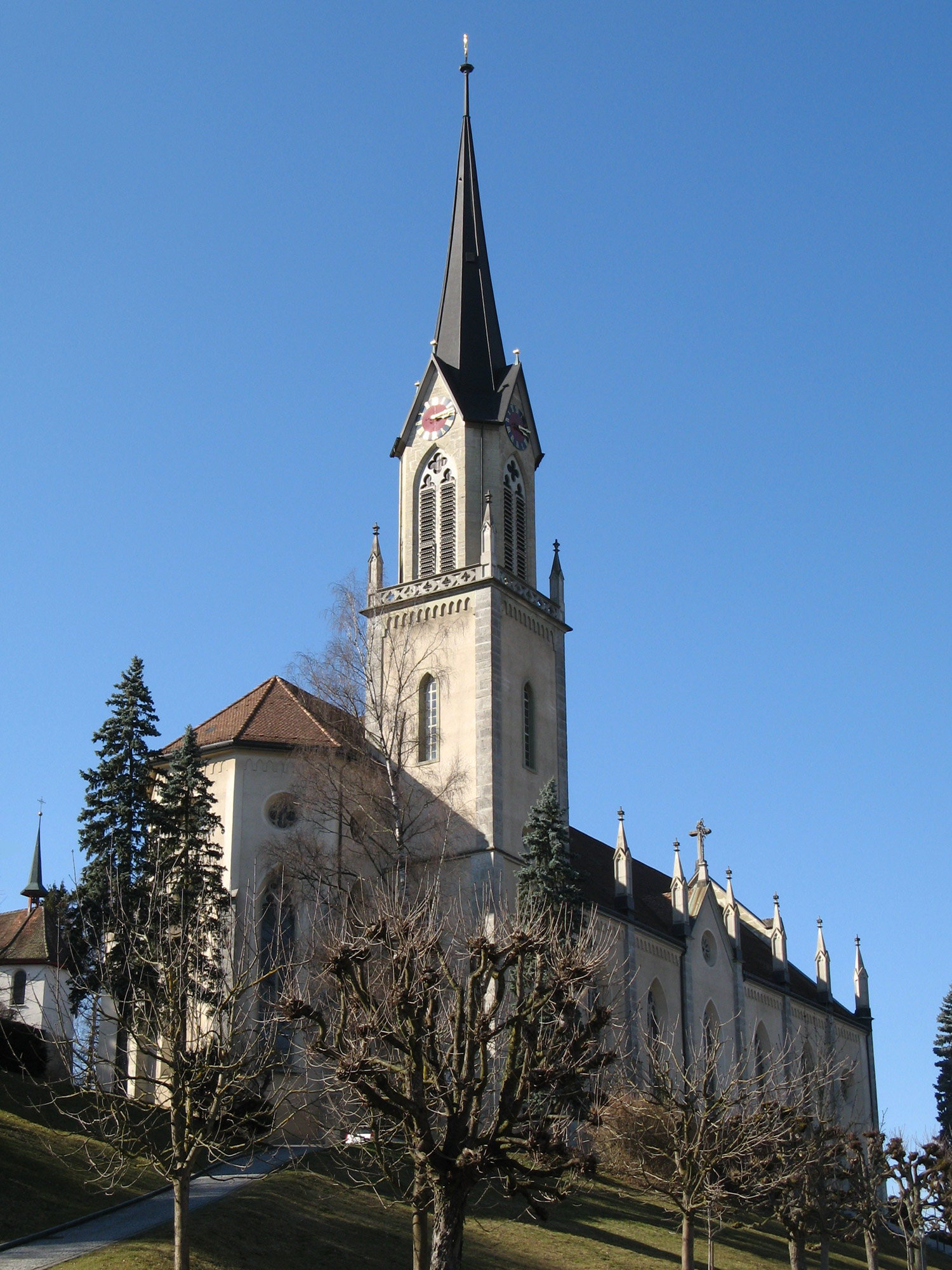
Villmergen – Katholische Pfarrkirche St. Peter und St. Paul

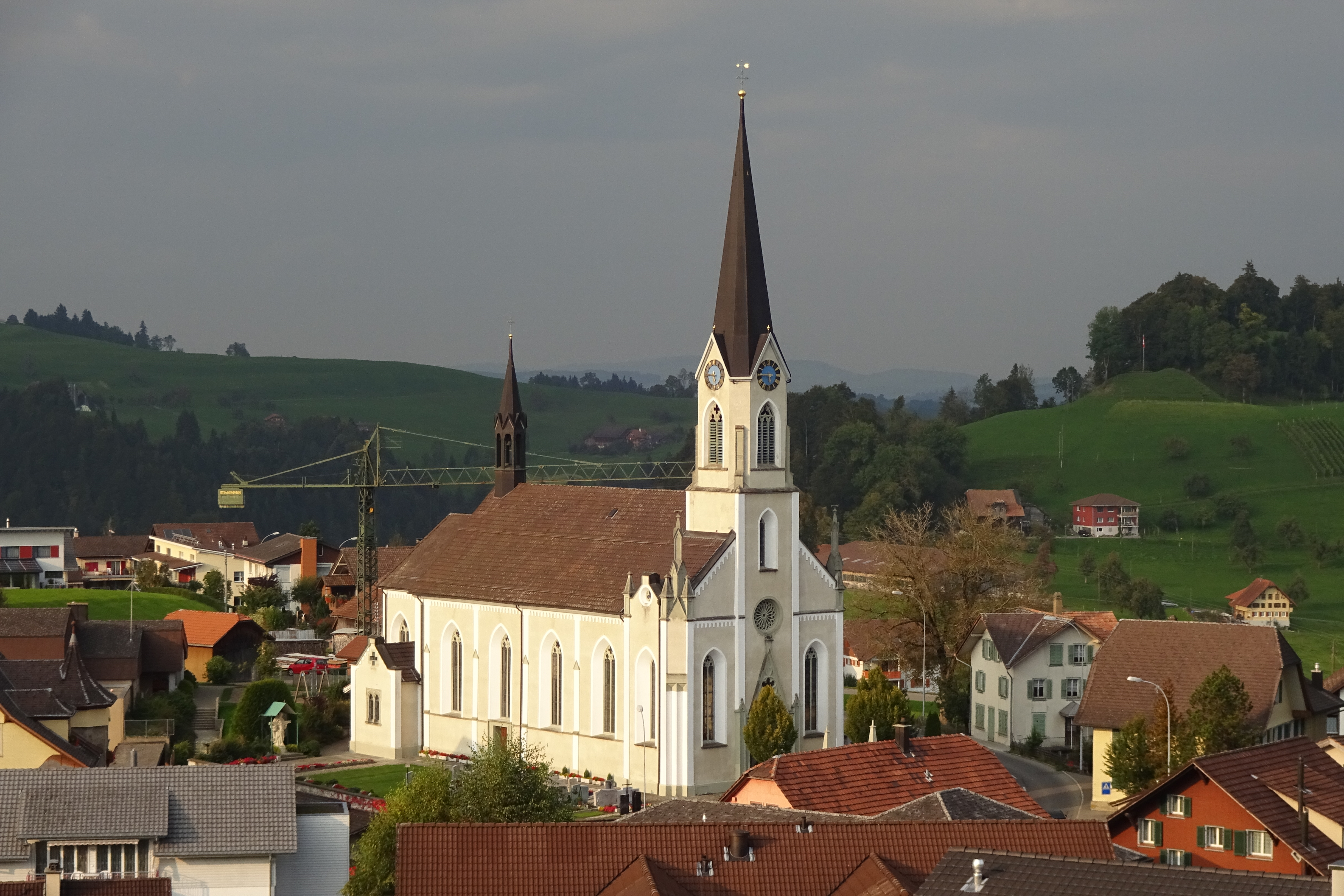
Doppleschwand – Pfarrkirche St. Nikolaus

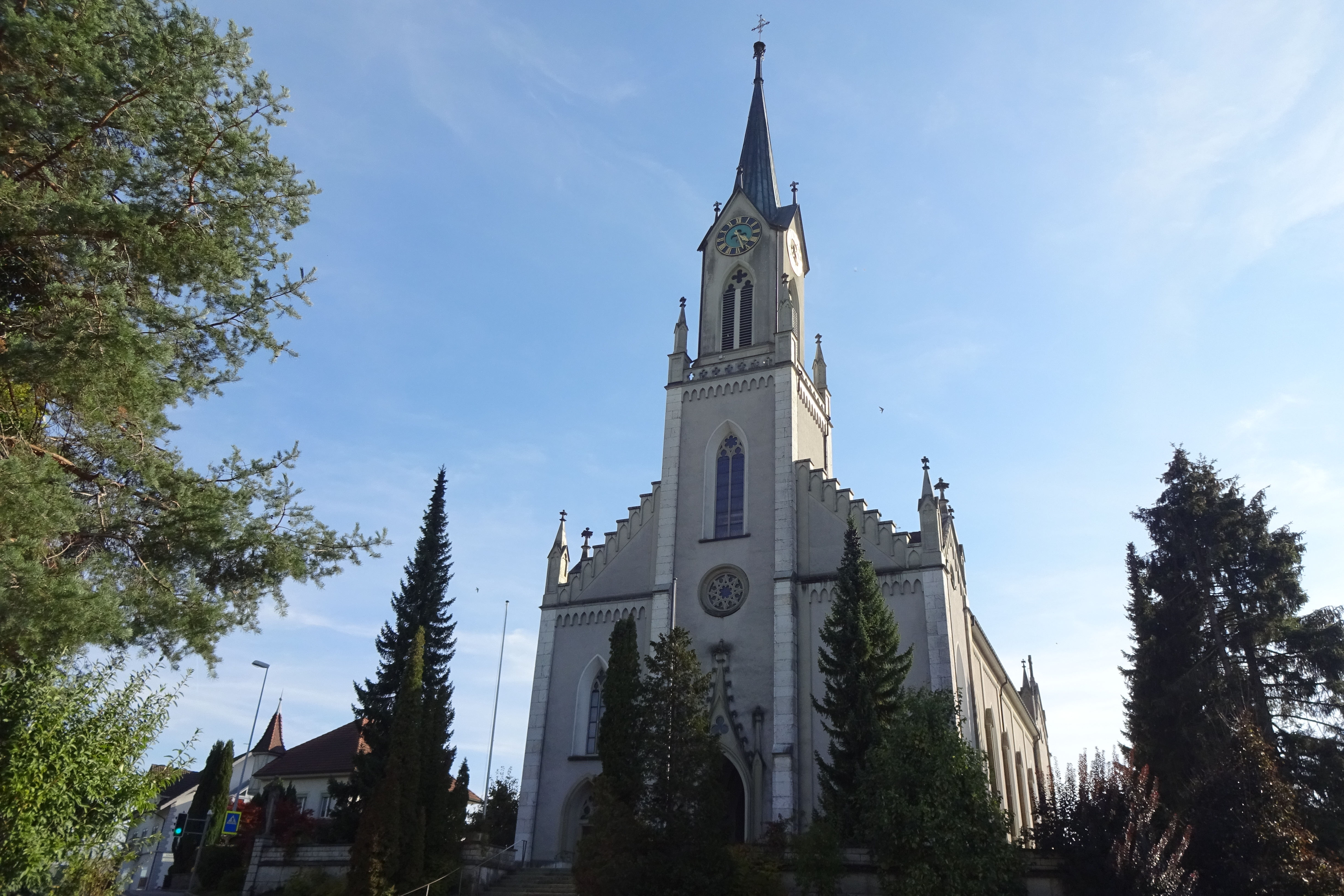
Grosswangen – Katholische Kirche St. Konrad

- Pfarrkirche St. Margaretha, Ballwil 1847–1849 (nach Plänen von Johann Seidl)
- Pfarrkirche St. Jakob, Rain LU 1853–1854 (nach Plänen von Anton Blum)
- Pfarrkirche St. Georg, Bünzen AG 1860–1861 (nach Plänen von Caspar Joseph Jeuch)
- Pfarrkirche St. Nikolaus, Doppleschwand 1860–1864
- Sakramentskapelle Äschchäppeli, Ruswil 1862
- Pfarrkirche St. Peter und Paul, Villmergen 1863–1866
- Pfarrkirche St. Konrad, Grosswangen 1863–1867
- Pfarrkirche St. Maria, Biel 1867–1870
- Kirche St. Bartholomäus, Finstersee 1867–1868 (Menzingen ZG)
- Maria-Hilf-Kapelle, Merenschwand 1868
- Pfarrkirche St. Marien, Nottwil 1868–1871
- Kirche St. Peter und Paul, Uesslingen 1872
- Pfarrkirche St. Urban, Bettwiesen 1875
- Renovation Kirche St. Martin, Adligenswil 1875
- Pfarrkirche St. Maria, Weggis 1886–1888[3]
- Alte Pfarrkirche St. Wendelin Dulliken
- Pfarrkirche St. Gervasius und Protasius Hägendorf
- Pfarrkirche St. Nikolaus Erlinsbach (SO)
- Bornkapelle Kappel (SO)